# 1000 km Spaja 1988
1000 km Spaja 1988 je bila deveta dirka Svetovnega prvenstva športnih dirkalnikov v sezoni 1988. Odvijala se je 18. septembra 1988 na dirkališču Circuit de Spa-Francorchamps.

## Rezultati
| Poz    | Razred | Št  | Moštvo                       | Dirkači                                            | Šasija                             | Gume | Krogi |
| Poz    | Razred | Št  | Moštvo                       | Dirkači                                            | Motor                              | Gume | Krogi |
| ------ | ------ | --- | ---------------------------- | -------------------------------------------------- | ---------------------------------- | ---- | ----- |
| 1      | C1     | 62  | Team Sauber Mercedes         | Mauro Baldi Stefan Johansson                       | Sauber C9                          | M    | 142   |
| 1      | C1     | 62  | Team Sauber Mercedes         | Mauro Baldi Stefan Johansson                       | Mercedes-Benz M117 5.0L Turbo V8   | M    | 142   |
| 2      | C1     | 2   | Silk Cut Jaguar              | Jan Lammers Martin Brundle                         | Jaguar XJR-9                       | D    | 142   |
| 2      | C1     | 2   | Silk Cut Jaguar              | Jan Lammers Martin Brundle                         | Jaguar 7.0L V12                    | D    | 142   |
| 3      | C1     | 61  | Team Sauber Mercedes         | Jean-Louis Schlesser Jochen Mass                   | Sauber C9                          | M    | 139   |
| 3      | C1     | 61  | Team Sauber Mercedes         | Jean-Louis Schlesser Jochen Mass                   | Mercedes-Benz M117 5.0L Turbo V8   | M    | 139   |
| 4      | C1     | 5   | Brun Motorsport              | Manuel Reuter Oscar Larrauri                       | Porsche 962C                       | M    | 138   |
| 4      | C1     | 5   | Brun Motorsport              | Manuel Reuter Oscar Larrauri                       | Porsche Type-935 3.0L Turbo Flat-6 | M    | 138   |
| 5      | C2     | 103 | Spice Engineering            | Almo Coppelli Thorkild Thyrring                    | Spice SE88C                        | G    | 134   |
| 5      | C2     | 103 | Spice Engineering            | Almo Coppelli Thorkild Thyrring                    | Ford Cosworth DFL 3.3L V8          | G    | 134   |
| 6      | C2     | 111 | Spice Engineering            | Ray Bellm Gordon Spice                             | Spice SE88C                        | G    | 132   |
| 6      | C2     | 111 | Spice Engineering            | Ray Bellm Gordon Spice                             | Ford Cosworth DFL 3.3L V8          | G    | 132   |
| 7      | C1     | 40  | Swiss Team Salamin           | Antoine Salamin Giovanni Lavaggi                   | Porsche 962C                       | G    | 129   |
| 7      | C1     | 40  | Swiss Team Salamin           | Antoine Salamin Giovanni Lavaggi                   | Porsche Type-935 3.0L Turbo Flat-6 | G    | 129   |
| 8      | C1     | 20  | Team Davey                   | Tim Lee-Davey Tom Dodd-Noble                       | Porsche 962C                       | D    | 129   |
| 8      | C1     | 20  | Team Davey                   | Tim Lee-Davey Tom Dodd-Noble                       | Porsche Type-935 3.0L Turbo Flat-6 | D    | 129   |
| 9      | C2     | 127 | Chamberlain Engineering      | John Williams Nick Adams Richard Jones             | Spice SE86C                        | A    | 127   |
| 9      | C2     | 127 | Chamberlain Engineering      | John Williams Nick Adams Richard Jones             | Hart 418T 1.8L Turbo I4            | A    | 127   |
| 10     | C2     | 117 | Team Lucky Strike Schanche   | "Pierre Chauvet" Robin Smith John Sheldon          | Argo JM19C                         | G    | 126   |
| 10     | C2     | 117 | Team Lucky Strike Schanche   | "Pierre Chauvet" Robin Smith John Sheldon          | Ford Cosworth DFL 3.3L V8          | G    | 126   |
| 11     | C2     | 191 | PC Automotive                | Richard Piper Olindo Iacobelli                     | Argo JM19C                         | G    | 126   |
| 11     | C2     | 191 | PC Automotive                | Richard Piper Olindo Iacobelli                     | Ford Cosworth DFL 3.3L V8          | G    | 126   |
| 12     | C2     | 151 | Pierre-Alain Lombardi        | Pierre-Alain Lombardi Bruno Sotty Thierry Lecerf   | Spice SE86C                        | A    | 123   |
| 12     | C2     | 151 | Pierre-Alain Lombardi        | Pierre-Alain Lombardi Bruno Sotty Thierry Lecerf   | Ford Cosworth DFL 3.3L V8          | A    | 123   |
| 13     | C2     | 106 | Kelmar Racing                | Pasquale Barberio Vito Veninata Stefano Sebastiani | Tiga GC288                         | A    | 123   |
| 13     | C2     | 106 | Kelmar Racing                | Pasquale Barberio Vito Veninata Stefano Sebastiani | Ford Cosworth DFL 3.3L V8          | A    | 123   |
| 14     | C2     | 124 | MT Sport Racing              | Pierre-François Rousselot Jean Messaoudi           | Argo JM19C                         | A    | 122   |
| 14     | C2     | 124 | MT Sport Racing              | Pierre-François Rousselot Jean Messaoudi           | Ford Cosworth DFL 3.3L V8          | A    | 122   |
| 15     | C2     | 109 | Kelmar Racing                | Ranieri Randaccio Maurizio Gellini Luigi Taverna   | Tiga GC288                         | A    | 120   |
| 15     | C2     | 109 | Kelmar Racing                | Ranieri Randaccio Maurizio Gellini Luigi Taverna   | Ford Cosworth DFL 3.3L V8          | A    | 120   |
| 16     | C2     | 107 | Chamberlain Engineering      | Claude Ballot-Léna Jean-Louis Ricci                | Spice SE88C                        | A    | 118   |
| 16     | C2     | 107 | Chamberlain Engineering      | Claude Ballot-Léna Jean-Louis Ricci                | Ford Cosworth DFL 3.3L V8          | A    | 118   |
| 17     | C2     | 177 | Automobiles Louis Descartes  | Gérard Tremblay David Mercer                       | ALD C2                             | A    | 113   |
| 17     | C2     | 177 | Automobiles Louis Descartes  | Gérard Tremblay David Mercer                       | BMW M80 3.5L I6                    | A    | 113   |
| 18 DNF | C1     | 8   | Joest Racing                 | Frank Jelinski »John Winter«                       | Porsche 962C                       | G    | 115   |
| 18 DNF | C1     | 8   | Joest Racing                 | Frank Jelinski »John Winter«                       | Porsche Type-935 3.0L Turbo Flat-6 | G    | 115   |
| 19 DNF | C2     | 125 | Patrick Oudet Vetir Racing   | Patrick Oudet Jean-Claude Ferrarin Pascal Witmeur  | Tiga GC85                          | A    | 87    |
| 19 DNF | C2     | 125 | Patrick Oudet Vetir Racing   | Patrick Oudet Jean-Claude Ferrarin Pascal Witmeur  | Ford Cosworth DFL 3.3L V8          | A    | 87    |
| 20 DNF | C1     | 35  | Walter Lechner Racing School | Walter Lechner Ernst Franzmaier Jochen Dauer       | Porsche 962C                       | D    | 81    |
| 20 DNF | C1     | 35  | Walter Lechner Racing School | Walter Lechner Ernst Franzmaier Jochen Dauer       | Porsche Type-935 3.0L Turbo Flat-6 | D    | 81    |
| 21 DNF | C2     | 177 | Automobiles Louis Descartes  | Jacques Heuclin Louis Descartes Dominique Lacaud   | ALD C2                             | A    | 67    |
| 21 DNF | C2     | 177 | Automobiles Louis Descartes  | Jacques Heuclin Louis Descartes Dominique Lacaud   | BMW M80 3.5L I6                    | A    | 67    |
| 22 DNF | C1     | 14  | Richard Lloyd Racing         | Martin Donnelly Derek Bell                         | Porsche 962C GTi                   | G    | 63    |
| 22 DNF | C1     | 14  | Richard Lloyd Racing         | Martin Donnelly Derek Bell                         | Porsche Type-935 3.0L Turbo Flat-6 | G    | 63    |
| 23 DNF | C2     | 121 | GP Motorsport                | Wayne Taylor Costas Los                            | Spice SE87C                        | G    | 56    |
| 23 DNF | C2     | 121 | GP Motorsport                | Wayne Taylor Costas Los                            | Ford Cosworth DFL 3.3L V8          | G    | 56    |
| 24 DNF | C1     | 1   | Silk Cut Jaguar              | Johnny Dumfries Eddie Cheever                      | Jaguar XJR-9                       | D    | 49    |
| 24 DNF | C1     | 1   | Silk Cut Jaguar              | Johnny Dumfries Eddie Cheever                      | Jaguar 7.0L V12                    | D    | 49    |
| 25 DNF | C1     | 4   | Brun Motorsport              | Walter Brun Oscar Larrauri Manuel Reuter           | Porsche 962C                       | M    | 39    |
| 25 DNF | C1     | 4   | Brun Motorsport              | Walter Brun Oscar Larrauri Manuel Reuter           | Porsche Type-935 3.0L Turbo Flat-6 | M    | 39    |
| 26 DNF | C1     | 7   | Blaupunkt Joest Racing       | Paolo Barilla Bob Wollek                           | Porsche 962C                       | G    | 31    |
| 26 DNF | C1     | 7   | Blaupunkt Joest Racing       | Paolo Barilla Bob Wollek                           | Porsche Type-935 3.0L Turbo Flat-6 | G    | 31    |
| 27 DNF | C2     | 198 | Roy Baker Racing             | Val Musetti Stephen Hynes Max Cohen-Olivar         | Tiga GC286                         | G    | 17    |
| 27 DNF | C2     | 198 | Roy Baker Racing             | Val Musetti Stephen Hynes Max Cohen-Olivar         | Ford Cosworth DFL 3.3L V8          | G    | 17    |

## Statistika
- Najboljši štartni položaj - #62 Team Sauber Mercedes - 2:02.250
- Najhitrejši krog - #2 Silk Cut Jaguar - 2:22.120
- Povprečna hitrost - 163.533 km/h